# Synodus variegatus
Synodus variegatus ist eine Fischart aus der Gattung Synodus in der Familie der Eidechsenfische (Synodontidae).

## Äußere Erscheinung
Der Körper ist länglich und am Bauch abgeflacht. Die Körperform erinnert an eine Grundel. Der Kopf der Tiere ist breit. Die Augen liegen weit oben am Kopf und befinden sich nahezu auf dem Rücken. Die Schwanzflosse ist klein und ausgerandet. Der bis zu 25 cm große Fisch ist mit braunen und rötlichen Flecken in verschiedenen Farbausprägungen bedeckt.

## Verbreitung
Dieser kleine Raubfisch kommt im Roten Meer, dem Indischen Ozean und dem Pazifischen Ozean bis nach Mikronesien vor.

## Lebensraum
Dieser Eidechsenfisch lebt auf harten Böden in Lagunen und auf dem Sandplateau von Korallenriffen in Wassertiefen zwischen 3 und 50 m.

## Ernährung

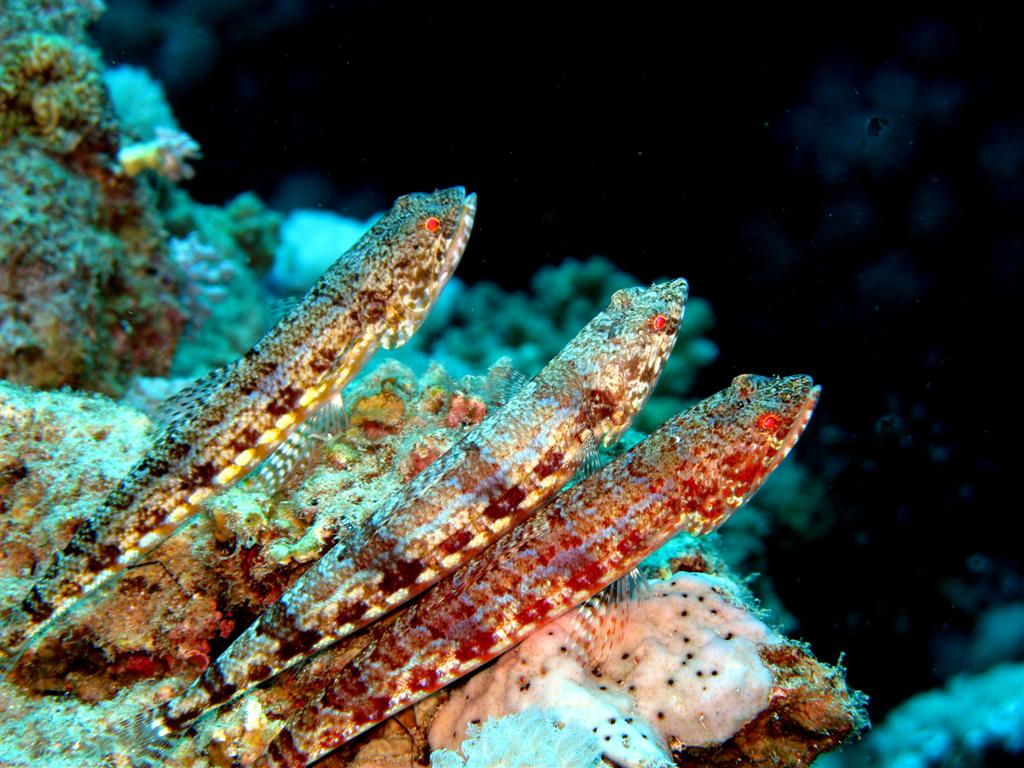
Synodus variegatus

Die Tiere liegen einzeln oder paarweise auf dem Boden und lauern dort auf Beute. Auf Sand graben sie sich gelegentlich auch ein. Sie fangen kleine Fische, vornehmlich aus vorbeischwimmenden Schwärmen, indem sie plötzlich auf ihren kräftigen Bauchflossen aufspringen und die Beute packen.

## Verhalten gegenüber Menschen
Die Tiere ignorieren Menschen weitgehend. Werden sie bedrängt ziehen sie sich zurück. Der Fisch ist vollkommen harmlos.